# ATP-toernooi van Athene
Het ATP-toernooi van Athene was een tennistoernooi voor mannen dat tussen 1986 en 1994 op de ATP-kalender stond. Het werd gehouden in de Griekse hoofdstad Athene.

## Finales

### Enkelspel
| Jaar | Winnaar                | Tegenstander in finale | Score          |
| ---- | ---------------------- | ---------------------- | -------------- |
| 1986 | Henrik Sundström       | Francisco Maciel       | 6-0, 7-5       |
| 1987 | Guillermo Pérez Roldán | Tore Meinecke          | 6-2, 6-3       |
| 1988 | Horst Skoff            | Bruno Orešar           | 6-3, 2-6, 6-2  |
| 1989 | Ronald Agénor          | Kent Carlsson          | 6-3, 6-4       |
| 1990 | Mark Koevermans        | Franco Davín           | 5-7, 6-4, 6-1  |
| 1991 | Sergi Bruguera         | Jordi Arrese           | 7-5, 6-3       |
| 1992 | Jordi Arrese           | Sergi Bruguera         | 7-5, 3-0, opg. |
| 1993 | Jordi Arrese           | Alberto Berasategui    | 6-4, 3-6, 6-3  |
| 1994 | Alberto Berasategui    | Oscar Martinez         | 4-6, 7-6, 6-3  |

### Dubbelspel
| Jaar | Winnaars                        | Tegenstanders in finale           | Score         |
| ---- | ------------------------------- | --------------------------------- | ------------- |
| 1986 | Libor Pimek Blaine Willenborg   | Carlos di Laura Claudio Panatta   | 5-7, 6-4, 6-2 |
| 1987 | Tore Meinecke Ricki Osterthun   | Jaroslav Navrátil Tom Nijssen     | 6-2, 3-6, 6-2 |
| 1988 | Rikard Bergh Per Henricsson     | Pablo Arraya Karel Nováček        | 6-4, 7-5      |
| 1989 | Claudio Panatta Tomáš Šmíd      | Gustavo Giussani Gerardo Mirad    | 6-3, 6-2      |
| 1990 | Sergio Casal Javier Sánchez     | Tom Kempers Richard Krajicek      | 4-6, 7-6, 6-3 |
| 1991 | Jacco Eltingh Mark Koevermans   | Menno Oosting Olli Rahnasto       | 5-7, 7-6, 7-5 |
| 1992 | Tomás Carbonell Francisco Roig  | Marcelo Filippini Mark Koevermans | 6-3, 6-4      |
| 1993 | Horacio de la Peña Jorge Lozano | Royce Deppe John Sullivan         | 3-6, 6-1, 6-2 |
| 1994 | Luis Lobo Javier Sánchez        | Cristian Brandi Federico Mordegan | 5-7, 6-1, 6-4 |

1986 · 1987 · 1988 · 1989 · 1990 · 1991 · 1992 · 1993 · 1994
ITF-toernooien (mannen en vrouwen)

ATP-toernooien (mannen) – ATP-seizoen 2025

WTA-toernooien (vrouwen) – WTA-seizoen 2025

Voormalige toernooien mannen
Voormalige toernooien vrouwen
Voormalige amateurtoernooien